# Basillære del af nakkebenet
Den Basillære del af nakkebenet  (også basioccipital) strækker sig frem og opad fra foramen magnum, og viser forfra et areal som er mere eller mindre quadrilateral i sin omkreds.